# Brownsville, Pennsylvania
Brownsville är ett borough i Fayette County i delstaten Pennsylvania i USA, som ligger vid Monongahelafloden omkring 55 km söder om Pittsburgh.

## Historia
Brownsville grundades 1785. På 1800-talet utvecklades orten till ett fabrikssamhälle, transportknutpunkt och plats för flodbåtsvarv. Från sitt grundande och ända till mitten på 1800-talet fungerade Brownsville som utgångspunkt för den västliga migrationen till Ohiolandet och Mellanvästern. Mot slutet av 1800-talet anlades en stor rangerbangård, ett koksver och flera andra anläggningar vilka hade sammanhang med den blomstrande stålindustrin i Pittsburgh.

## Befolkningsutveckling
Brownsville nådde en befolkningstopp 1940 med mer än 8 000 invånare. Sedan dess har rationaliseringar och omstruktureringar i kommunikationssektorn och stålindustrin medfört nedläggningar av stora arbetsplatser och en motsvarande befolkningsminskning, som började på 1970-talet. Detta har även skett generellt i Fayette County. År 2010 hade Brownsville 2 331 invånare.